# Atletismo nos Jogos Pan-Americanos de 1955 - 80 m com barreiras feminino
A prova dos 80 m com barreiras feminino nos Jogos Pan-Americanos de 1955 foi realizada na Cidade do México, México.

## Medalhistas
| Ouro                   | Prata                | Bronze                      |
| Eliana Gaete CHI Chile | Bertha Díaz CUB Cuba | Wanda dos Santos BRA Brasil |

## Resultados
| Posição           | Nome             | Nacionalidade | Tempo | Notas |
| ----------------- | ---------------- | ------------- | ----- | ----- |
| Medalha de ouro   | Eliana Gaete     | CHI Chile     | 11.7  |       |
| Medalha de prata  | Bertha Díaz      | CUB Cuba      | 11.8  |       |
| Medalha de bronze | Wanda dos Santos | BRA Brasil    | 11.8  |       |